# تيوت (هايتي)
تيوب هي مدينة من مدن هايتي. يبلغ عدد سكانها 23,041 نسمة وذلك حسب إحصائيات سنة 2003. يبلغ ارتفاع المدينة عن سطح البحر قرابة 956 متر.